# Fan Duoyao
Fan Duoyao (kinesiska: 范铎耀; pinyin: Fàn Duóyào), född 25 april 1997, är en kinesisk rodelåkare.

## Karriär
Fan tävlade för Kina vid olympiska vinterspelen 2022 i Peking, där han slutade på 24:e plats i herrarnas singel. Fan var även en del av Kinas lag tillsammans med Wang Peixuan, Huang Yebo och Peng Junyue som slutade på 12:e plats i lagstafetten.